# Raigarh (distrikt)
Raigarh är ett distrikt i Indien. Det ligger i delstaten Chhattisgarh, i den centrala delen av landet, 1 000 km sydost om huvudstaden New Delhi. Antalet invånare är 1 493 984. Arean är 7 068 kvadratkilometer. Raigarh gränsar till Korba.
Terrängen i Raigarh är huvudsakligen kuperad, men åt sydväst är den platt.
Följande samhällen finns i Raigarh:
- Raigarh
- Kharsia
- Sārangarh
- Gharghoda